# Liriomyza bulnesiae
Liriomyza bulnesiae este o specie de muște din genul Liriomyza, familia Agromyzidae, descrisă de Spencer în anul 1963.
Este endemică în Venezuela. Conform Catalogue of Life specia Liriomyza bulnesiae nu are subspecii cunoscute.